# Svjetsko prvenstvo u taekwondou 2011.
Svjetsko prvenstvo u taekwondou 2011. (kor. 2011년 세계태권도선수권대회) je bilo 20. izdanje Svjetskih prvenstava u taekwondou, a održano je u južnokoerjskom gradu Gyeongju od 1. do 6. svibnja 2011. na gradskom stadionu  Gyeongju Indoor Stadium.

## Kalendar
| ● | Natjecanja | ● | Završnice |

| Nadnevak |   |   |   |   |   |   |   |
| 30       | 1 | 2 | 3 | 4 | 5 | 6 | 7 |
|          | ● | ● | ● | ● | ● | ● |   |

## Rezultati

### Muškarci
| Kategorija | Zlato                       | Srebro                     | Bronca                                                        |
| 54 kg      | Chutchawai Khawalor Tajland | Park Ji-woong Južna Koreja | Seyfula Magomedov Rusija Meisam Bagheri Iran                  |
| 58 kg      | Joel Gonzáles Španjolska    | Rui Bragança Portugal      | Wei Chen-yang Tajland Gabriel Mercedes Dominikanska Republika |

## Vanjske poveznice
- Službena stranica  Arhivirana inačica izvorne stranice od 24. prosinca 2011. (Wayback Machine)